# Grumman FF
Die Grumman FF war ein zweisitziger Doppeldecker des US-amerikanischen Flugzeugherstellers Grumman, der Anfang der 1930er-Jahre für die United States Navy als Jagd- und Aufklärungsflugzeug produziert wurde.

## FF-1
Die FF-1 (Model G.5) war als Kampfflugzeug für den Einsatz von Flugzeugträgern vorgesehen. Die FF-1 war das erste von Grumman entwickelte Flugzeug und auch das erste von der US-amerikanischen Marine verwendete Muster mit Einziehfahrwerk. Der Erstflug des Prototyps XFF-1 (ursprüngliche firmeninterne Bezeichnung HPTSF dann als Model G-5 bezeichnet wie die Serienvariante) fand am 29. Dezember 1931 statt. Die ersten Serienmaschinen wurden ab April 1933 ausgeliefert und ab Juni mit der Staffel VF-5B („Red Rippers“) an Bord des Flugzeugträgers Lexington stationiert. Das größte Manko des von den Piloten „Fifi“ genannten Flugzeuges war die äußerst schlechte Steigfähigkeit.
Die Canadian Car & Foundry GE-23 Goblin ist die kanadische Lizenzproduktion der Grumman FF-1.
Bu.No. 9350-9376 c/n 104–130 (27 Stück)

## FF-2
Nachdem im März 1936 alle FF-1 von den aktiven Flotteneinheiten abgezogen waren, wurden die noch verbleibenden 25 Exemplare (nach anderen Quellen 22 Stück) zur Naval Aircraft Factory überstellt. Dort wurde bei den nun als FF-2 bezeichneten Flugzeugen eine zweite Steuerungseinheit eingebaut, so dass sie weiterhin als Trainingsflugzeuge in der Reserve der US Navy bis 1942 eingesetzt werden konnten.

## SF-1
Von der Aufklärungsversion SF-1 (Model G.6) wurden 35 Stück gebaut und mit der Staffel VS-3B („Scouting Three“) ebenfalls auf dem Flugzeugträger Lexington stationiert. Sie waren etwas anders ausgerüstet und hatten einen anderen Motor (Wright R-1820-84).

## Exportversion
Die Exportversion der FF-1 war das Model GE.23 mit einem 800 PS leistenden R-1820-F52 als Antrieb. An Spanien wurden 23 Exemplare ausgeliefert und dort als Delfin bezeichnet. Von Canadian Car & Foundry wurden 15 Stück für die RCAF montiert und dort als Goblin bis zur Ablösung durch die Curtiss Kittyhawk eingesetzt. Ein einzelnes Exemplar wurde nach Nicaragua geliefert. Von dort wurde es nach längerem Stillstand im Jahr 1966 von Grumman Aircraft zurückgekauft und restauriert. Daraufhin wurde das restaurierte Flugzeug an die US Navy übergeben und wird bis heute im National Museum of Naval Aviation in Pensacola ausgestellt.
Im Jahre 1937 sollten 40 Flugzeuge dieses Typs an die Türkei geliefert werden. Die Maschinen fielen jedoch während des Transports in die Hände der spanischen republikanischen Streitkräfte und wurden von diesen im spanischen Bürgerkrieg eingesetzt.

## Technische Daten
| Kenngröße             | Grumman FF-1                                                 | Grumman FF-2                                                 |
| --------------------- | ------------------------------------------------------------ | ------------------------------------------------------------ |
| Besatzung             | 2                                                            | 2                                                            |
| Länge                 | 7,47 m                                                       | 7,47 m                                                       |
| Spannweite            | 10,52 m                                                      | 10,52 m                                                      |
| Höhe                  | 3,38 m                                                       | 3,38 m                                                       |
| Flügelfläche          | 28,80 m²                                                     | 28,80 m²                                                     |
| Leermasse             | 1395 kg                                                      | 1471 kg                                                      |
| max. Startmasse       | 2111 kg                                                      | 2190 kg                                                      |
| Marschgeschwindigkeit | 196 km/h                                                     |                                                              |
| Höchstgeschwindigkeit | 333 km/h                                                     | 333 km/h in 1200 m Höhe                                      |
| Steiggeschwindigkeit  | ≈11 m/s                                                      | ≈11 m/s                                                      |
| Dienstgipfelhöhe      | 6400 m                                                       | 6400 m                                                       |
| Reichweite            | 1178 km                                                      | 1428 km                                                      |
| Triebwerke            | ein 9-Zylinder-Sternmotor Wright R-1820-78 (522 kW / 700 PS) | ein 9-Zylinder-Sternmotor Wright R-1820-78 (522 kW / 700 PS) |
| Bewaffnung            | 4 × MG 0.3 in. Browning                                      | 1 × starres, 2 × bewegliches 7,62-mm-MG Browning             |